# Trissolcus
Trissolcus é um gênero de pequenas vespas parasitóides da ordem Hymenoptera da família Platygastridae. Existem cerca de 180 espécies descritas. As que são mais conhecidas atacam ovos de percevejos maria-fedida (Hemiptera: Pentatomidae).

## Espécies
- Trissolcus alpestris (Kieffer, 1909)
- Trissolcus ancon Johnson, 1991
- Trissolcus arctatus Johnson, 1991
- Trissolcus arminon (Walker, 1838)
- Trissolcus asperlineatus (Mineo & Szabo, 1981)
- Trissolcus barrowi (Dodd)
- Trissolcus basalis (Wollaston, 1858)
- Trissolcus belenus (Walker, 1836)
- Trissolcus biroi (Szabo, 1965)
- Trissolcus bodkini Crawford
- Trissolcus brochymenae (Ashmead)
- Trissolcus cantus Kozlov & Le, 1977
- Trissolcus carinifrons Cameron
- Trissolcus choaspes (Nixon, 1939)
- Trissolcus circus Kozlov & Le, 1976
- Trissolcus cirrosus Johnson, 1991
- Trissolcus cosmopeplae Gahan
- Trissolcus crypticus Clarke, 1993
- Trissolcus cultratus Mayr
- Trissolcus davatchii (Javahery, 1968)
- Trissolcus discolor (Ratzeburg, 1848)
- Trissolcus djadetshko (Ryakhovskii, 1959)
- Trissolcus dryope (Kozlov & Le, 1976)
- Trissolcus edessae Fouts, 1920
- Trissolcus eetion (Dodd, 1914)
- Trissolcus egeria (Dodd, 1914)
- Trissolcus elasmuchae (Watanabe, 1954)
- Trissolcus ephyra (Dodd, 1914)
- Trissolcus eriventus Le
- Trissolcus euander (Dodd, 1914)
- Trissolcus eurydemae (Vasiliev, 1915)
- Trissolcus euschisti (Ashmead, 1893)
- Trissolcus evanescens Kieffer, 1904
- Trissolcus exerrandus Kozlov & Le
- Trissolcus festivae (Viktorov, 1964)
- Trissolcus flaviscapus Dodd, 1916
- Trissolcus fulmeki (Soyka, 1942)
- Trissolcus ghorfii (Delucchi & Voegelé, 1961)
- Trissolcus gonopsidis Watanabe
- Trissolcus grandis (Thomson, 1860)
- Trissolcus hullensis Harrington
- Trissolcus japonicus (Ashmead, 1904)
- Trissolcus hyalinipennis Rajmohana & Narendran
- Trissolcus kozlovi Ryakhovskii, 1975
- Trissolcus lampe (Kozlov & Le, 1976)
- Trissolcus larides Nixon
- Trissolcus latisulcus (Crawford, 1913)
- Trissolcus leviventris Cameron
- Trissolcus lodosi (Szabo, 1981)
- Trissolcus manteroi (Kieffer, 1909)
- Trissolcus maori Johnson, 1991
- Trissolcus mitsukurii Ashmead
- Trissolcus mopsus Nixon
- Trissolcus oedipus (Dodd, 1913)
- Trissolcus oeneus (Dodd, 1913)
- Trissolcus oenone (Dodd, 1913)
- Trissolcus oenopion (Dodd, 1913)
- Trissolcus ogyges (Dodd, 1913)
- Trissolcus oobius (Kozlov, 1972)
- Trissolcus pentatomae (Rondani, 1877)
- Trissolcus perepelovi Kozlov
- Trissolcus perrisi (Kieffer, 1906)
- Trissolcus personatus Johnson, 1991
- Trissolcus plautiae Watanabe
- Trissolcus pseudoturesis (Ryakhovskii, 1959)
- Trissolcus rufiventris (Mayr, 1907)
- Trissolcus saakowi Mayr
- Trissolcus schimitscheki (Szelenyi, 1942)
- Trissolcus scutellaris (Thomson, 1861)
- Trissolcus semistriatus (Nees, 1834)
- Trissolcus simoni (Mayr, 1879)
- Trissolcus stoicus Nixon
- Trissolcus strigis Johnson, 1991
- Trissolcus tersus Le
- Trissolcus theste (Walker, 1838)
- Trissolcus trophonius Nixon
- Trissolcus tumidus (Mayr, 1879)
- Trissolcus utahensis Ashmead
- Trissolcus vassilliewi (Mayr, 1879)
- Trissolcus vesta Kozlov & Le
- Trissolcus viktorovi Kozlov, 1968
- Trissolcus vindicius Nixon
- Trissolcus volgensis (Viktorov, 1964)
- Trissolcus waloffae (Javahery, 1968)
- Trissolcus yamagishii Ryu